# Малая Жигалова
Малая Жигалова — река в России, протекает по Верхнекетскому району Томской области. Устье реки находится в 299 км от устья реки Жигалова (Ёлтырева) по правому берегу. Длина реки составляет 24 км.

## Данные водного реестра
По данным государственного водного реестра России относится к Верхнеобскому бассейновому округу, водохозяйственный участок реки — Кеть, речной подбассейн реки — бассейн притоков (Верхней) Оби от Чулыма до Кети. Речной бассейн реки — (Верхняя) Обь до впадения Иртыша.

## Топографическая карта
- Лист карты O-45-I. Масштаб: 1 : 200 000. Указать дату выпуска/состояния местности.